# Don Hall (Tontechniker)
Don Hall (* 10. Juli 1928; † 12. März 2025) war ein US-amerikanischer Tontechniker.

## Leben
Don Halls filmische Karriere umfasst sechs Jahrzehnte. Er begann zunächst als Tontechniker für Independentfilme und ging 1965 zu 20th Century Fox als Supervising Sound Editor für Irwin Allen Productions. Mitte der 1970er arbeitete er als Post-Production Supervisor für verschiedene Fernsehproduktionsfirmen, unter anderem für Quinn Martin, Spelling-Goldberg Productions und Aaron Spelling Productions. 1986 wurde er Vice President of Post-Production in den Walt Disney Studios in Burbank und 1990 Department Head of Editorial.
In seiner langlebigen Karriere als Tontechniker arbeitete er mit zahlreichen Regisseuren wie Mel Brooks, Robert Altman, Norman Jewison, William Friedkin und John Frankenheimer. Er war für zahlreiche Preise nominiert und gewann 1967 einen Emmy für Unternehmen Feuergürtel und 1971 einen für Tribes. 1969 gewann er einen British Academy Film Award für Zwei Banditen.
Don Hall war Gründungsmitglied der Motion Picture Sound Editors und fast zehn Jahre lang im Board of Governors der Academy of Motion Picture Arts and Sciences (AMPAS). 2004 erhielt er den MPSE’s Career Achievement Award und 2006 die John A. Bonner-Medaille. Er hält außerdem einen Peabody Award für die Fernsehserie M*A*S*H.
Er war Hochschullehrer an der USC School of Cinematic Arts.